# Udvari vonat

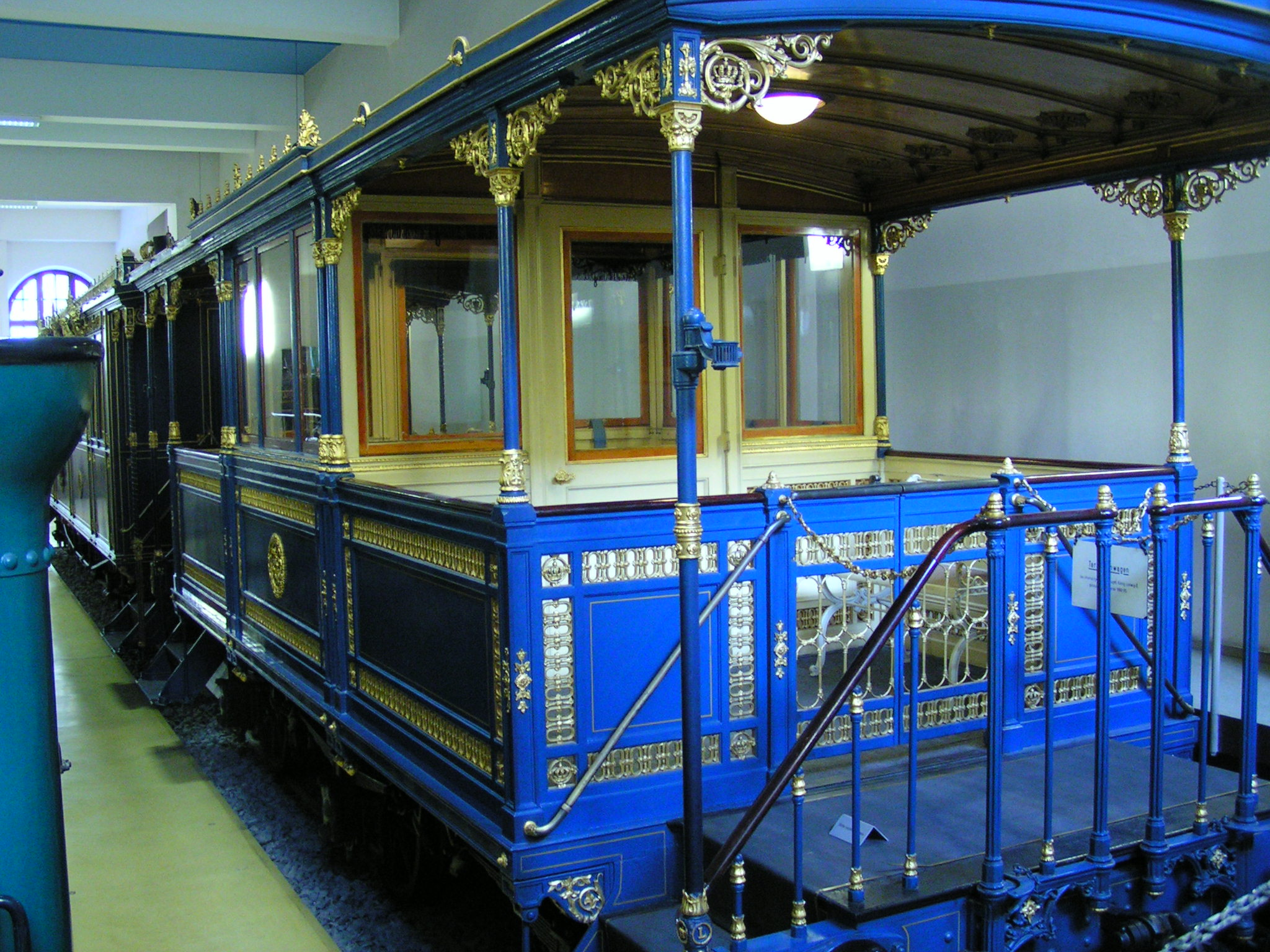
II. Lajos bajor király udvari vonata a Verkehrsmuseum Nürnbergben

Udvari vonatnak az egyazon időben, azonos műszaki jellemzőkkel, azonos stílusban megépített, az adott ország uralkodóházának tagjait szállító vasúti kocsik együttesét nevezzük. A vasúti forgalmi szolgálat szempontjából minden olyan szerelvény udvari vonatnak minősült, amely az uralkodóház utazásaihoz kapcsolódott, függetlenül attól, hogy a vonatot milyen kocsikból állították össze.

## Az udvari kocsik kora
A vasút terjedése a 19. században forradalmian átrendezte az évezredes közlekedési szokásokat. A vasút még az uralkodóházak protokollját is megváltoztatta, mert a királyi családok vasúti utazását másképp kellett megszervezni, mint az utazóbatárok korában. Az uralkodó kizárólagos személyes használatára épített vasúti személykocsi ötlete Angliából származik. 1840-ben a Great Western Railway építette meg a világ első udvari szalonkocsiját. A széles nyomtávolságú vasúti kocsival - amelyet egy szekérgyárban, hintóra hasonlítóan építettek meg - Viktória királynő Londonból Windsorba tudott utazni. 1844-ben Badenben, 1845-ben Ausztriában is készítettek udvari szalonkocsit. Nyitott ún. kilátókocsit építettek 1858-ban a pápának, 1862-ben a bajor királynak. Az 1850–1860-as évekre a jelentősebb vasúttársaságoknak Európa szerte voltak udvari kocsijaik. Idővel egyre több különböző célú, de kizárólag udvari utazások során használt vasúti kocsikkal bővítették a járműparkjukat. A szalonkocsik mellett megjelentek a kíséreti, személyzeti és szolgakocsik, a poggyász-, kalauz- és távírdakocsik, az étkező- és konyhakocsik. Lassan az udvari kocsik stílusa is megváltozott, egyre kevésbé hasonlítottak egy parádés díszkocsira.

## Az udvari vonatok fénykora
Az első udvari vonat III. Napóleon császár számára épült 1858-ban. Az udvari vonatok fénykora az 1880-as években kezdődött Európában. A legtöbb udvari vonattal az orosz cár rendelkezett. II. Sándor orosz cár felesége 1871-ben megvásárolta Eugenie francia császárné 22 kocsiból álló vonatát. 1870-ben, 1874-ben, 1882-ben, 1894-ben, 1901-ben újabb orosz udvari vonatok készültek. Az 1894-es orosz udvari vonat már közel kétszáz méter hosszú volt, és a cár külföldi utazásainál használták. Az orosz udvari kocsik között magyar gyártmányú is akadt. 1903-ban négy kocsit rendeltek a Ganz és Társa vállalattól.
Az első világháború előtt az udvari kocsik berendezését a historizmus jellemezte. A világháború véget vetett az udvari vonatok fénykorának. A háborút követő életstílusváltás, az autó és repülőgép terjedése megváltoztatta az udvari vonatok jelentőségét. A régi pompa végérvényesen eltűnt.

## Az udvari vonatok Magyarországon

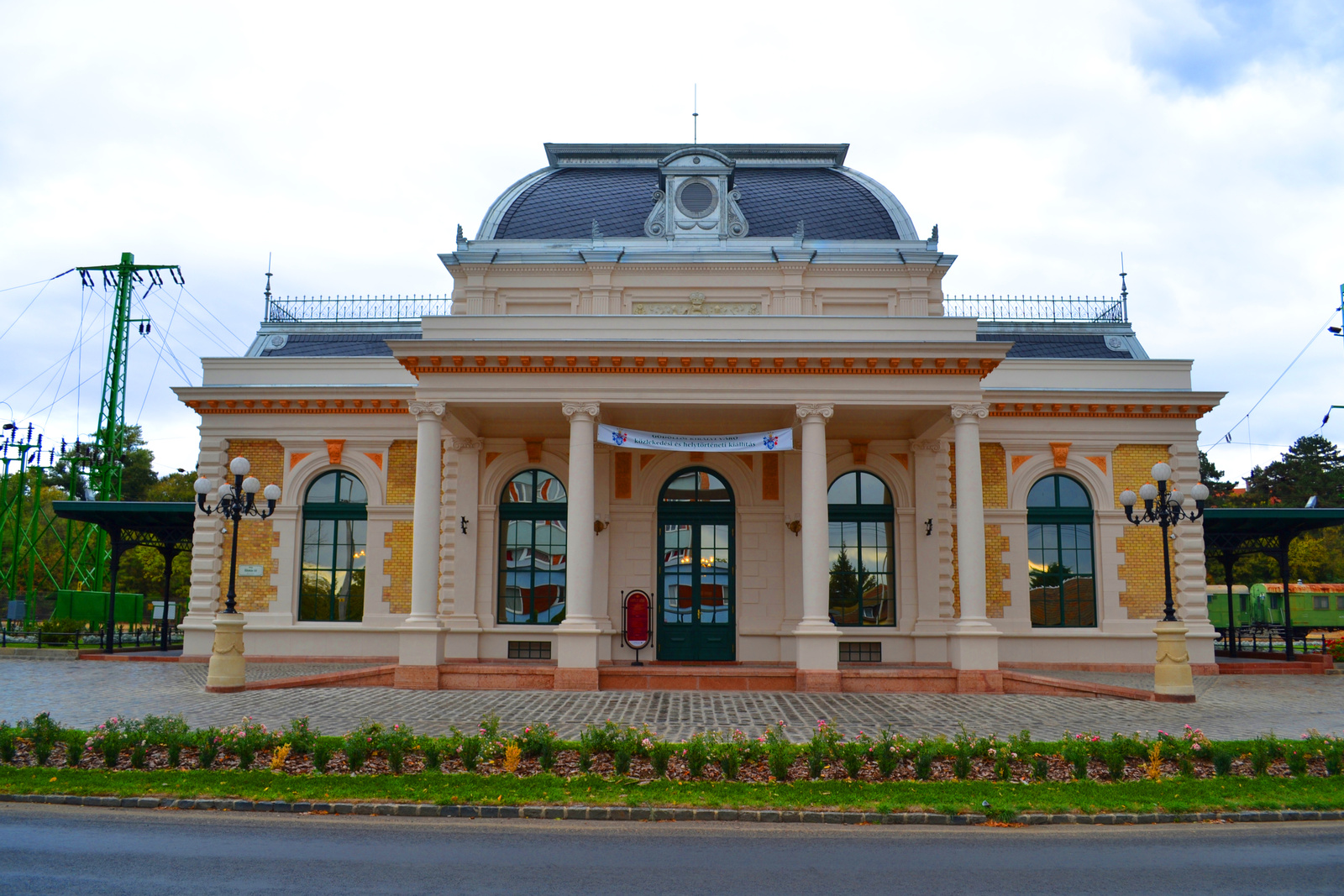
Királyi váró Gödöllőn

Magyarországon az első udvari kocsit 1845–1846-ban építették meg a Magyar Középponti Vasút pesti műhelyében. A Tiszavidéki Vasút 1857-ben Hamburgban készítteti el háromtengelyű, favázas udvari kocsiját. A MÁV 1871-től rendelkezett udvari kocsival, a díszes kivitelű szalonkocsit az Első Magyar Vasúti Kocsigyár gyártotta. A Déli Vasút az udvari vadászatokhoz 1873-ban épített kocsit. Az első magyar, 13 kocsiból álló udvari vonatot a Prága melletti Ringhoffer kocsigyár 1884-ben szállította le. A második magyar udvari vonat 1896-ban készült el. A hét kocsiból álló millenniumi udvari vonatot a Ganz és Társa cég készítette el. Az I. világháború után az államfői különvonatot Turánnak nevezték.